# صبيحة كوكجن
صبيحة كوكجن (بالتركية: Sabiha Gökçen)‏ (22 مارس، 1913 – 22 مارس، 2001) كانت قائدة طائرة تركية. ووفقًا لما قالته الجامعة الجوية، كانت أول طيار مقاتل من النساء في العالم، وأول طيار محارب تركي من النساء، عندما كان عمرها 23 عامًا. وقد كانت واحدة من 8 أطفال تبناهم مصطفى كمال أتاتورك سنة 1925، ومنحها لقب «كوكجن». درست في مدرسة جانقايا الابتدائية وثانوية بنات اسكدار في إسطنبول. دخلت صبيحة كوكجن مدرسة تُرك قوشوه للطيران المدني التابعة إلى مؤسسة الجو التركي في سنة 1935 وحصلت على الشهادة العالية لقيادة الطائرة عديمة المحرك في أنقرة. وقد أتمت تدريبها بعد أن بُعثت مع سبعة طلاب آخرين إلى القرم في روسيا. ودخلت في سنة 1936 مدرسة الطيران العسكرية في أسكي شهر، لتتخرج منها طيارة عسكرية.
خدمت في وحدة الطيران الأولى في اسكي شهر مدة معينة وحلّقت في الطائرات القاصفة. اشتركت في حركات درسيم بالمناورات العسكرية في تراقيا وإيجه في سنة 1937. وفي سنة 1938 قامت كوكجن برحلة في طائرتها إلى دول البلقان بناء على الدعوة الموجهة إليها من تلك الدول. ثم تم تعيينها معلمة رئيسية (باش معلمة) في تُرك قوشي التابعة لمؤسسة الطيران التركي. استمرت في وظيفتها هذه لغاية سنة 1955 بنجاح. حلّقت طيلة حياتها في 22 طائرة مختلفة من النوع القاصف وطائرات التدريب. توفيت صبيحة سنة 2001 عن عمر يناهز 88 سنة وبعد يوم واحد من ذكرى ميلادها.

## السنوات الأولى من حياتها

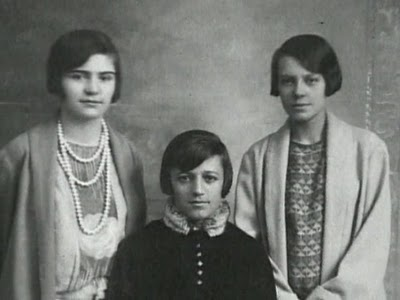
بنات مصطفى كمال، من اليسار إلى اليمين: زهرة آيلين، ورقية (إيركين) وصبيحة (جوكشين).

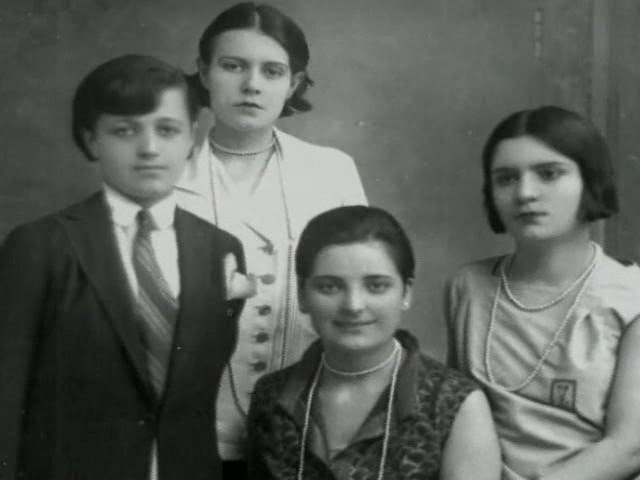
من اليسار إلى اليمين: رقية (إيركين) وصبيحة (جوكشين) وعفت (إينان) وزهرة آيلين.

ويقال إن جوكشين كانت تحمل الاسم هيريبسيم سيبيلسيان وكانت من أصول أرمنية. ورغم ذلك، فقد أثبتت اللقاءات التي أجريت مع صبيحة جوكشين أنها كانت ابنة لمصطفى عزت باي وخيرية هانم.
وأثناء زيارة أتاتورك إلى بورصة في عام 1925، طلبت صبيحة، التي كان عمرها حينها 12 عامًا فقط، الإذن لكي تتحدث مع أتاتورك وعبّرت عن رغبتها في الدراسة في مدرسة داخلية. وبعد أن اطلع على قصتها فيما يتعلق بظروف حياتها المزرية، قرر أتاتورك تبنيها وطلب الإذن من أخيها لكي يأخذها إلى مقر كانكايا الرئاسي في أنقرة، حيث تعيش صبيحة مع الفتيات الأخريات اللاتي تبناهن أتاتورك، وهن زهرة وعفت ورقية. وقد درست صبيحة في مدرسة كانكايا الابتدائية في أنقرة، ثم درست في كلية أسكودار للفتيات في إسطنبول.
وبعد ظهور قانون اللقب، منحها أتاتورك اسم العائلة جوكشين في التاسع عشر من ديسمبر، 1934. والكلمة جوك لر بالتركية تعني السماء، في حين أن جوكشين تعني «يتعلق بالسماء أو ينتمي إليها». ومع ذلك، لم تكن قد عملت في مجال الطيران في هذا التاريخ بعد ولم تعبر صبيحة عن عشقها للطيران إلا بعد ستة أشهر من ذلك. وبالإضافة إليها، ترك جوكشين إيفي (الذي كان واحدًا من مقاتلي زيبيك ضد حركة الغزو اليوناني حيث كان يقاتل مع جلال بايار) أطفاله مع جلال بايار عندما توفي. وحيث إن جلال بايار كان يحبه (جوكشين إيفي)، تم إعطاء نفس اللقب لصبيحة، بالإضافة إلى طفلين من أبناء جوكشين إيفي، حسب مصادر العائلة.
وهناك مطار أطلق عليه اسمها في إستانبول بتركيا.

## الحياة العملية

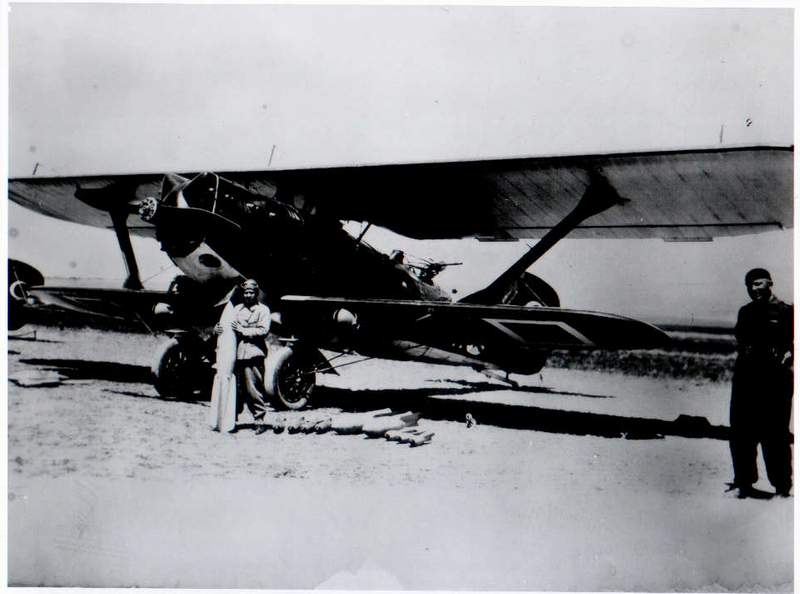
صبيحة تحمل قنبلة قبل عملية قصف بجوار طائرتها بريجيت 19

وقد أظهر أتاتورك اهتمامًا شديدًا بالطيران، ولهذا الغرض، أشرف على تأسيس جمعية الطيران التركية في عام 1925. وقد اصطحب صبيحة معه في حفل افتتاح Türk Kusu (Turkish Bird) مدرسة الطيران في الخامس من مايو، 1935. وأثناء العرض الجوي للطائرات الشراعية والمظليين الذين تمت دعوتهم من دول أخرى، شعرت بإثارة شديدة. وعندما سألها أتاتورك عما إذا كانت ترغب في أن تكون من المظليين أم لا، أومأت برأسها وقالت «نعم، فعلاً، فأنا مستعدة لذلك بشدة الآن». وقد وجه أتاتورك فوات بولكا، وهو رئيس المدرسة، إلى تسجيل اسمها كأول متدربة من الفتيات. وكان من المفروض أن تصبح مظلية، إلا أنها كانت تهتم أكثر بالطيران، لذا، حصلت على ترخيص بالطيران. وقد تم إرسال جوكشين إلى روسيا مع سبعة طلاب من الرجال، لتلقّي دورة تدريبية متقدمة في الطائرات الشراعية والطيران بالطائرات التي تعمل بالطاقة. ومع ذلك، عندما كانت في موسكو، علمت بأخبار موت زهرة، ومع انهيار معنوياتها، عادت على الفور إلى تركيا، حيث عزلت نفسها عن كل الأنشطة الاجتماعية لفترة من الزمن.
وفي بداية عام 1936، حثّها أتاتورك على الانضمام إلى أكاديمية سلاح الجو لكي تصبح أول طيار حربي من النساء في تركيا. وقد حسنت من قدراتها من خلال قيادة طائرات القتال والطائرات قاذفة القنابل في فوج الطائرات الأول في قاعدة إسكيشهر الجوية، وحصلت على الكثير من الخبرات بعد المشاركة في تجارب بحر إيجة وتراقيا في عام 1937. وفي نفس هذا العام، شاركت في عملية حربية ضد تمرد درسيم وأصبحت أول طيار مقاتل من النساء في سلاح الجو التركي. وقد أورد تقرير هيئة الأركان العامة «الأضرار الجسيمة» التي نجمت عن القنبلة التي ألقتها، وكان وزنها 50 كجم، على مجموعة مكونة من 50 «قاطع طريق». كما تم كذلك منحها أول «ميدالية مرصعة بالجواهر» من جمعية الطيران التركية بسبب أدائها الفائق في هذه العملية.
وفي عام 1938، قامت بتنفيذ عملية طيران على مدار خمسة أيام حول دول البلقان لاقت إشادة كبيرة. وبعد ذلك، تم تعيينها مدربة أولى في المدرسة التركية للطيران في جمعية الطيران التركية، حيث عملت في هذا المنصب حتى عام 1955، وأصبحت عضوًا في المجلس التنفيذي للجمعية. وقد قامت بتدريب أربعة من الطيارين الإناث، هن أديب سوباشي ويلديز أوشمان وساهافيت كاراباس ونيزيه فيرانيالي. وقد قامت صبيحة جوكشين بالطيران حول العالم على مدار 28 عامًا حتى عام 1964. وتم نشر كتابها الذي يحمل عنوان «حياة على مسار أتاتورك» في عام 1981 من خلال جمعية الطيران التركية للاحتفاء بعيد الميلاد المائة لأتاتورك.
وعلى مدار حياتها العملية في سلاح الجو التركي، قامت جوكشين بالطيران باستخدام 22 نوعًا مختلفًا من الطائرات لأكثر من 8000 ساعة، 32 ساعة منها كانت أثناء قيادة طائرات مقاتلة في عمليات حربية ومهام قصف نشطة.

## الإرث والتقدير
تم إطلاق اسمها على المطار الدولي الثاني في إسطنبول، والذي يحمل اسم مطار صبيحة جوكشين الدولي، في الجانب الأسيوي.
وقد تم اختيارها لتكون الطيار الوحيد من النساء في ملصق «أفضل 20 طيارًا في التاريخ» والصادر من خلال القوات الجوية الأمريكية في عام 1996.
ولقد تم اختيار صورتها كشعار في موقع جوجل في تركيا للاحتفاء بعيد ميلادها في الثاني والعشرين من مارس 2009.
وفي لعبة أوربان رايفالز، تم إطلاق اسم صبيحة على شخصية من الشخصيات في اللعبة.

## الاختلافات
في فبراير من عام 2004، قام الصحفي هرانت دينك بنشر مقال في الصحيفة الأرمينية أجوس تحت عنوان «سر صبيحة هاتون» زعمت فيه واحدة من سكان عنتاب السابقين، وهي هريبسيم سيبيليسيان، إنها ابنة أخ لجوكشين، مما قد يعني أنها من أصول أرمينية. وقد رفضت آخر بنات أتاتورك، أولكو أداتيب، هذا الزعم. ووفقًا لأداتيب، كانت أم صبيحة هيرية من عرق بوشناق. وقد أثارت مجرد فكرة أن تكون كوجشين أرمينية ضجة كبيرة في مختلف أرجاء تركيا، حيث تعرض دينك ذاته للهجوم الشديد، وكان أبرز تلك الهجمات كتاب الأعمدة في الصحف ومجموعات القوميين الفائقين التركية، اللذين وصفوه بأنه خائن. وقد ذكرت مراسلة للقنصل الأمريكي تم تسريبها من خلال ويكيليكس وتمت كتابتها من خلال مسئول رسمي في القنصلية في إسطنبول أن الأمر برمّته «كشف عن مسحة قبيحة للعنصرية في المجتمع التركي.»

## وصلات خارجية
- Atatürk Arşivi - Sabiha Gِkçen: 123456